# 黃公度
黃公度（1109年—1156年）， 字師憲，號知稼翁，興化軍莆田縣人，宋朝官員。

## 生平
生於北宋大觀三年（1109年），早年攻讀於鰲山，紹興八年（1138年）進士第一，授簽書平海軍節度判官司，升秘書省正字。因譏切時政，紹興十五年（1145年）被秦檜排斥，為主觀台州崇道觀，後改肇慶府通判。紹興二十五年（1155年）秦檜死後復出，官至尚書省考功員外郎。紹興二十六年（1156年）去世。累贈正奉大夫。

## 文学成就
黃公度工於詞，陈廷焯稱：“黄师宪《知稼翁词》气和音雅，得味外味，人品既高，词理亦胜。《宋六十一家词选》中载其小令数篇，洵风雅之正声，温韦之真脉也。”著有《知稼翁詞》二卷。

## 家族
八世祖黃滔。妻子為左朝奉郎方符之女，生五子：黃沃、黃泮、黃洧、黃洙、黃寧（南僧）。